# Akua Kuenyenia
Akua Kuenyehia är en kvinnlig jurist och professor från Ghana, som är domare i  Internationella brottmålsdomstolen sedan 2003. Hon är förste vice president i domstolen och tjänstgör i förundersökningskammaren (Pre Trial Chamber).
Hon har fått sin juridiska utbildning vid universitetet i Ghana och vid Oxfords universitet. Hon blev advokat 1971 och har arbetat som advokat i 15 år.
Större delen av sin yrkesverksamma tid har hon undervisat i juridik, internationell rätt och straffrätt vid universitetet i Ghana.

## Böcker
- Women and law in West Africa (2003). Accra, Ghana, WaLWA. ISBN 9988787413

och i samarbete med
- Kuenyehia, A., Butegwa, F., & Nduna, S. (2000). Legal rights organizing for women in Africa: a trainer's manual. Harare, Zimbabwe, WiLDAF. ISBN 0797420827
- Bowman, C. G., & Kuenyehia, A. (2003). Women and law in sub-Saharan Africa. Accra, Ghana, Sedco. ISBN 9964722354

## Fotnoter
1. ↑  ”Bio details, ICC website”. Arkiverad från originalet den 24 juni 2004. https://web.archive.org/web/20040624062417/http://www.icc-cpi.int/presidency/firstvice.html.
2. ↑  ”Nomineringshandlingarna”. Arkiverad från originalet den 18 februari 2003. https://web.archive.org/web/20030218061510/http://www.un.org/law/icc/elections/judges/kuenyehia/kuenyehia.htm.